# Алстинг
Алстинг (фр. Alsting) насеље је и општина у североисточној Француској у региону Лорена, у департману Мозел која припада префектури Форбаш.
По подацима из 2011. године у општини је живело 2.638 становника, а густина насељености је износила 460,38 становника/km². Општина се простире на површини од 5,73 km². Налази се на средњој надморској висини од 280 метара (максималној 362 m, а минималној 197 m).

## Демографија
| 1962. | 1968. | 1975. | 1982. | 1990. | 1999. | 2011. |
| ----- | ----- | ----- | ----- | ----- | ----- | ----- |
| 1.734 | 1.905 | 2.017 | 2.209 | 2.574 | 2.664 | 2.638 |

График промене броја становника у току последњих година